# Ammosaurus
Аммозавр (лат. Ammosaurus) — род динозавра-прозауропода, жившего в нижней и средний юре в Северной Америке. Достигая 4 метров в длину, он был небольшим по сравнению с остальными членами подотряда. Это животное могло передвигаться как на двух, так и на четырёх ногах. Остатки ископаемого были обнаружены в Коннектикуте.

## Название
Родовое название ящера происходит от греческих слов «аммос» (песчаный грунт) и «заврос» (ящер), что является отсылкой на песчаник, в котором были обнаружены окаменелости. На данный момент это единственный вид своей подгруппы (Ammosaurus major), названный так из-за того, что был больше анхизавра, за которого его изначально приняли. Известный американский палеонтолог Отниел Чарльз Марш придумал это имя в 1889 году. В 1891 году Марш создал новый род Ammosaurus для этого вида. Впоследствии он назвал ещё одну окаменелость анхизавром в 1892 году: Anchisaurus solus, основываясь на не взрослой особи, в том же карьере был найден и Ammosaurus major. В 1932 году Фридрих фон Хюне переименовал последнего в Ammosaurus solus (в настоящее время считается синонимом Ammosaurus major).
Отношения аммозавра с другими динозаврами являются в настоящее время весьма неопределёнными. Это был ранний член подотряда завроподоморф, наиболее тесно связанный с анхизавром. Различные палеонтологи считают анхизавра либо базальным прозауроподом, либо базальным зауроподом, либо завроподоморфом, но так или иначе — не зауроподом.

## Ископаемые находки
Окаменелости аммозавра первоначально были обнаружены в Портленде (англ. Portland), сформированные в Ньюаркской супергруппе в американском штате Коннектикут. Это образование сохранилось в засушливой среде во влажных и сухих сезонах, образовано в период между плинсбахским и тоарским ярусами раннего юрского периода, примерно 190—176 миллионов лет назад. Оригинальные образцы были извлечены из песчаного карьера, который был использован для строительства моста в штате Коннектикут. К сожалению, образец состоит только из задней половины скелета, а блок, содержащий переднюю половину, уже был установлен в мост, когда Марш выкупил окаменелость. В августе 1969 года мост был снесён, а некоторые останки аммозавра были восстановлены командой, организованной Джоном Остромом. Три других неполных скелета разных возрастов также найдены в Коннектикуте, но без черепа. Аммозавр ещё встречается в байосском ярусе месторождений в Северной Америке, что делает его одним из немногих видов прозауроподов, доживших до середины юры.